# Очин-Плещеев, Захарий Иванович
Захарий Иванович Очин-Плещеев (?-1571) — русский государственный и военный деятель, опричник, окольничий, боярин и воевода в царствование Ивана Грозного, старший сын воеводы Ивана Григорьевича Очина-Плещеева. Происходил из старого московского дворянского рода Плещеевых.

## Биография
В 1548 году Захарий Очин-Плещеев был назначен наместником в Мценске. В следующем 1549 году Захарий вместе со своим отцом воеводой Иваном Григорьевичем Плещеевым был отправлен в Козельск на случай нападения крымских татар. В 1552 году был воеводой в Карачеве. В 1554 году был пятым воеводой в Казани. В 1554 году в Москву были доставлены пленные жены астраханского хана Ямгурчи. Младшая из них, которая имела новорожденного сына Юратшу-Петра, была выдана замуж за Захария Очина-Плещеева.
В 1554 году из-за нарушения шведами перемирия Захарий вместе с другими воеводами был отправлен в Великий Новгород, а оттуда выехал на русско-шведскую границу, чтобы выяснить причины конфликта. В сентябре шведское войско подошло к русской крепости Орешек и осадило её. Московские воеводы князь Андрей Иванович Ногтев-Суздальский и Захарий Иванович Очин-Плещеев захватили шведскую «бусу» (большое речное судно) вместе со 150 воинами и 4 пушками. После отступления шведского войска от Орешка русские воеводы соединились в три полка. З. И. Очин-Плещеев вначале был воеводой передового полка, а затем полка левой руки.
В 1556-1557 годах Захарий участвовал в походе царя Ивана Васильевича Грозного в Серпухов, затем ходил к Путивлю. В 1559 году был пожалован в окольничие и отправлен на воеводство во Псков.
В том же 1559 году воевода З. И. Очин-Плещеев участвовал в Ливонской войне: выступил из Пскова в Ливонию, будучи первым воеводой сторожевого полка. Замятня Сабуров бил челом царю на Захария Плещеева, что когда воеводы соединились в Изборске, то Плещеев не захотел к нему «для государева дела ездить». З. Сабуров был вынужден прибыть к Плещееву. В своей челобитной Сабуров жаловался, что Плещеев писал грамоты от своей имени, «а его Замятню пишек с собой за очи», не разрешает гонцам брать грамоты от Сабурова и что царские грамоты приходят именно к Захарию Очину-Плещееву. Царь Иван Васильевич приказал обоим воеводам на службе «быть без мест».
В окрестностях Юрьева ливонский магистр Кетлер внезапно напал и разгромил сторожевой полк под командованием Захария Очина-Плещеева и Алексея Скрябина.
В 1562 году по царскому распоряжению З. И. Очин-Плещеев раздавал дворы в Можайске. В конце 1562 — начале 1563 года участвовал в царском походе на Полоцк. В феврале 1563 года после взятия русскими войсками Полоцка был назначен воеводой в остроге за городом. В том же 1563 году Захарий был пожалован в бояре.
В январе 1564 года во время похода на Великое княжество Литовское Захарий командовал передовым полком, затем большим полком. В битве на реке Улла, под Полоцком, русская армия под командованием боярина князя Петра Ивановича Шуйского потерпела полное поражение от литовских войск. Главный воевода князь П. И. Шуйский был убит, а З. И. Очин-Плещеев был взят в плен. В 1565 году Захарий Очин-Плещеев, вернувшийся из литовского плена на родину, был послан в Белоозеро «к государеву делу». В следующем 1566 году Захарий попал в царскую опалу и был взят под стражу. По царскому распоряжению несколько бояр дали поручительство за боярина З. И. Плещеева. В случае побега боярина поручители должны были выплатить в царскую казну 4 тысячи рублей. Под поручной записью находилась подпись самого Захария, «мене Захарья ручяли и руку приложил».
В 1567 году Захарий участвовал в ливонском походе, где был у царя воеводой для посылок. В 1568 году он был первым воеводой сторожевого полка, а в 1569 году — воеводой полка правой руки в Туле, затем воеводой в Калуге, сначала передового, затем — большого полка.
В 1571 году был казнен по приказу царя Ивана Грозного.

## Семья
От брака с крещенной астраханской ханшей Ельякши, в крещении Ульяной (младшей женой хана Ямгурчи), имел одного сына Григория. От предыдущего брака у неё был мальчик, рождённый в плену, получивший в крещении имя Пётр.